# Русификация (политика)

Русский язык в Российской империи по переписи 1897 года

Русифика́ция — комплекс мер, осуществляемых официальными властями, направленных на обрусение жителей какой-либо территории, а также и сам процесс такового обрусения — как в языковом, так и в культурно-религиозном плане.
Как целенаправленная языковая и историографическая политика на подконтрольных территориях русификация получила распространение в XIX веке и продолжилась позже. В разных регионах русификация проходила и проходит по-разному и имеет разные по глубине и продолжительности последствия. Из неудачных попыток наибольшую известность получили в целом непродолжительные русификация Польши и русификация Финляндии.
Британский историк Джеффри Хоскинг указывает, что русификация входила в политику властей Российской империи, так как способствовала централизации власти и устранению местных привилегий. По его мнению, русификация ставила своей задачей также придать всем народам Российской империи ощущение принадлежности к России, к её прошлому, к её традициям. Активная русификация западных этнических окраин началась в первой половине XIX века и усилилась в 1860-е годы после очередного польского восстания.
Русификация может быть и нецеленаправленным результатом глобализации и естественных процессов экономического, демографического, миграционного и образовательного характера, таких как урбанизация, массовое приобщение к образованию, построенному на базе русского языка, литературы и истории. В наибольшей степени такой русификации подвержены малые народы.

## Постановление ЦК ВКП(б) и СНК СССР «Об обязательном изучении русского языка в школах национальных республик и областей» от 13 марта 1938 г.[3]
Постановление ЦК ВКП(б) и СНК СССР «Об обязательном изучении русского языка в школах национальных республик и областей». 13 марта 1938 г
№ 146
Постановление ЦК ВКП(б) и СНК СССР
«Об обязательном изучении русского языка в школах национальных республик и областей»
13 марта 1938 г.
Из протокола № 59. Решения Политбюро ЦК ВКП(б) за 25 февраля — 27 марта
1938 г.
Слушали:
п. 166. Об обязательном изучении русского языка в школах национальных республик и областей (постановление ЦК ВКП(б) и СНК СССР).
Постановили:
Утвердить представленный Комиссией тов. Жданова проект постановления
ЦК ВКП(б) и СНК СССР (см. приложение).
Приложение к п. 166 пр. ПБ № 59 Об
Об обязательном изучении русского языка в школах национальных республик и областей
Постановление НК ВКП(61 и СНК Союза ССР
Центральный комитет ВКП(б) и СНК Союза ССР устанавливают, что преподавание  русского языка в школах национальных республик и областей поставлено неудовлетворительно. Одной из основных причин такого положения в деле изучения русского языка явилась подрывная работа контрреволюционных троцкистско-бухаринских и буржуазно-националистических элементов, пролезших в отдельные звенья партийного, советского аппарата и в органы народного образования, направленная к тому, чтобы сорвать проведение ленинско-сталинской национальной политики и подорвать братское единство народов СССР с русским народом.
Необходимость преподавания русского языка как предмета изучения в школах национальных республик и областей диктуется тремя основными мотивами:
Во-первых, в условиях многонационального государства, каковым является СССР, знание русского языка должно явиться мощным средством связи и общения между народами СССР, способствующим их дальнейшему хозяйственному и культурному росту.
Во-вторых, овладение русским языком способствует дальнейшему усовершенствованию национальных кадров в области научных и технических познаний.
В-третьих, знание русского языка обеспечивает необходимые условия для успешного несения всеми гражданами СССР воинской службы в рядах Рабоче-крестьянской Красной армии и Военно-морского флота.
Центральный комитет ВКП(б) и СНК Союза ССР постановляют:
1. Ввести преподавание русского языка как предмета изучения в школах национальных республик и областей с 1 сентября 1938 г., предложив ЦК нацкомпартий и СНК республик обеспечить издание соответствующих законов.
2. Изучение русского языка во всех нерусских начальных школах ввести со 2-го класса и во всех неполных средних и средних школах — с 3-го класса обучения.
Учитывая наличие большого числа неполных средних и средних школ в Грузинской ССР, разрешить ЦК компартий Грузии ввести изучение русского языка с 3-х классов начальных школ.
3. Определить следующий объём знаний по русскому языку для учащихся начальных, неполных средних и средних нерусских школ:
а) учащиеся, оканчивающие начальную школу (4 класса), должны получить запас русских слов, позволяющий им понимать простую разговорную речь, излагать на русском языке знакомые им явления из окружающей жизни, владеть элементарными навыками чтения и письма по-русски;
б) учащиеся, оканчивающие неполную среднюю школу (7 классов), должны уметь свободно и правильно выражать на русском языке свои мысли как устно, так и письменно, иметь навыки самостоятельного пользования книгой, соответствующей их возрасту, получить знание основ русской грамматики и синтаксиса и на некоторых примерах получить знакомство с русской литературой;
в) учащиеся, оканчивающие среднюю школу (10 классов), должны знать основные законы и правила русского языка, уметь свободно читать, т.е. понимать художественную и научную литературу и передавать устно и излагать письменно содержание прочитанного, а также свои мысли правильным русским языком.
4. Внести изменения в действующие учебные планы начальных, неполных средних и средних нерусских школ, отведя в них на изучение русского языка в учебную неделю:
а) в начальных школах:
II кл. — 2 часа
III кл. — 4 часа
IV кл. — 4 часа
б) в неполных средних и средних школах:
III кл. — 4 часа
IV кл. - 4 часа
V кл. — 5 часов
VI кл. — 5 часов
VII кл. — 5 часов
VIII кл. — 4 часа
IX кл. - 4 часа
X кл. — 4 часа
5. Поручить наркомпросам союзных и автономных республик, в соответствии с задачами изучения русского языка и новым учебным планом, в 2-месячный срок пересмотреть существующие программы по русскому языку для нерусских школ, не допуская перегрузки программ учебным материалом.
Предусмотреть в программах по русскому языку для V-VII классов изучение, в порядке литературного чтения, лучших образцов художественной литературы с тем, чтобы начиная с VIII класса приступить к изучению систематического курса русской литературы, выделив в этих целях из общего количества часов, отводимых на русский язык в VIII, IX и X классах, по 2 часа в неделю.
6. Предложить наркомпросам союзных республик составить и издать к началу 1938—1939 учебного года букварь, книги для чтения, учебники по грамматике русского языка, учитывая особенности изучения русского языка отдельными национальностями (учёт особенностей родной речи, учёт местной действительности и т.п.).
По автономным республикам и областям РСФСР учебники должны быть составлены в тот же срок наркомпросами автономных республик с помощью Наркомпроса РСФСР и с последующим рассмотрением и утверждением в Наркомпросе РСФСР.
Обязать Наркомпрос РСФСР разослать наркомпросам союзных республик для использования в качестве вспомогательного материала все учебники, учебные пособия, книги для чтения и методические руководства по русскому языку.
В целях оказания помощи учащимся в успешном изучении ими русского языка обязать наркомпросы союзных республик издать необходимые учебно-наглядные пособия (орфографические таблицы, картины по развитию речи), русско-национальные словари, серию художественной детской литературы на русском языке для классного и внеклассного чтения учащихся.
7. Установить, как правило, что преподавание русского языка в начальных школах должно вестись учителями, владеющими родным языком учащихся.
8. Предложить ЦК нацкомпартий, крайкомам и обкомам автономных республик и областей, СНК национальных республик и областным исполкомам автономных областей немедленно организовать подготовку учителей русского языка на краткосрочных курсах в количестве, обеспечивающем школы преподавателями русского языка, а также организовать в период летних каникул массовую переподготовку наличного состава учителей русского языка и обучение русскому языку местных национальных учительских кадров, в настоящее время им не владеющих.
Обязать Наркомпрос РСФСР выделить в помощь союзным и автономным республикам и областям для проведения курсов по переподготовке кадров учителей по русскому языку в летнее время 150—200 чел. квалифицированных методистов-преподавателей русского языка, распределив их по республикам по договоренности Наркомпроса РСФСР с соответствующими наркомпросами союзных и автономных республик.
Обязать наркомпросы союзных и автономных республик обеспечить правильный отбор лиц, оканчивающих краткосрочные курсы и допускаемых в качестве учителей русского языка в школы национальных республик и областей.
9. Обязать Наркомпрос РСФСР направить в 1938 г. на постоянную работу в 5-е, 6-е, 7-е, 8-е, 9-е и 10-е классы неполных средних и средних школ Киргизской, Узбекской, Таджикской, Казахской, Туркменской ССР и автономных республик и областей РСФСР учителей русского языка.
Предложить Наркомпросам Киргизской, Узбекской, Таджикской, Казахской, Туркменской ССР, а также наркомпросам автономных республик и областей представить в Наркомпрос РСФСР к 1 апреля 1938 г. свои заявки о потребном числе учителей русского языка.
Обязать Наркомпрос РСФСР направить учителей русского языка в национальные республики и области преимущественно из смежных областей РСФСР.
10. Предложить ЦК нацкомпартий, крайкомам и обкомам автономных республик и областей, СНК союзных и автономных республик и облисполкомам автономных областей, а также наркомпросам союзных и автономных республик ввести с 1 сентября 1938 г. обязательное изучение русского языка во всех педагогических училищах, пединститутах и университетах, в 2-месячный срок пересмотрев их учебные планы и программы, с тем чтобы лица, оканчивающие педагогические учебные заведения, хорошо владели русским языком.
11. Обязать Наркомрос РСФСР оказать необходимую помощь Азербайджанской, Армянской, Туркменской, Узбекской, Таджикской, Казахской и Киргизской союзным республикам, а также автономным республикам и областям РСФСР в укомплектовании до 1 сентября 1938 г. национальных педагогических училищ, пединститутов и университетов квалифицированными преподавателями русского языка, обязав наркомпросы этих республик и областей представить Наркомпросу РСФСР к 1 апреля необходимые заявки.
12. Предложить наркомпросам союзных республик по примеру Грузинской ССР создать с осени 1938 г. при местных учительских пединститутах и университетах аспирантуру для подготовки из национальных кадров научных работников в области русского языка, а при университетах — 3-годичные отделения русского языка и литературы.
13. Обязать Наркомпрос РСФСР оказать необходимую помощь наркомпросам союзных и автономных республик в пересмотре учебных программ, разработке методик преподавания русского языка и литературы, составлении учебников, направив для этой цели в Туркменскую, Узбекскую, Таджикскую, Казахскую и Киргизскую союзные республики, а также в отдельные автономные республики и области РСФСР не позднее 15 апреля с.г. квалифицированных методистов и учителей русского языка.
14. Предложить ЦК нацкомпартий, крайкомам и обкомам автономных республик и областей, СНК союзных и автономных республик и облисполкомам автономных областей организовать постоянный контроль и проверку за постановкой преподавания русского языка в нерусских школах национальных республик и областей.
15. ЦК ВКП(б) и СНК СССР обязывают ЦК нацкомпартий, крайкомы и обкомы автономных республик и областей, СНК союзных и автономных республик и облисполкомы автономных областей в месячный срок сообщить в ЦК ВКП(б) о проведенных мероприятиях в осуществление данного решения.
16. Предложить СНК СССР в месячный срок рассмотреть по представлению совнаркомов союзных и автономных республик вопрос об отпуске потребных средств, необходимых для проведения мероприятий по подготовке и переподготовке учителей русского языка для нерусских школ.
ЦК ВКП(б) и СНК СССР обязывают партийные и советские организации уделить должное внимание постановке преподавателей русского языка в национальных школах, разоблачая и в корне пресекая буржуазно-националистические тенденции к подрыву преподавания русского языка в школах.
Вместе с тем ЦК ВКП(б) и СНК СССР подчеркивает, что родной язык является основой преподавания в школах национальных республик и областей, что исключения из этого правила, имеющие место в некоторых автономных республиках РСФСР, могут носить лишь временный характер и что тенденция к превращению русского языка из предмета изучения в язык преподавания, и тем самым к ущемлению родного языка, является вредной и неправильной1.
Председатель Совета народных комиссаров Союза ССР В. Молотов.
Секретарь Центрального гомитета ВКП(б) И. Сталин.
13 марта 1938 г.
РГАСПИ. Ф. 17. On. 3. Д. 997. Л. 103-107.
Подлинник. Машинопись.
'См. документы № 125, 135, 139, 144, 159, 161-163, 167, 175, 177, 197.

## Методы русификации

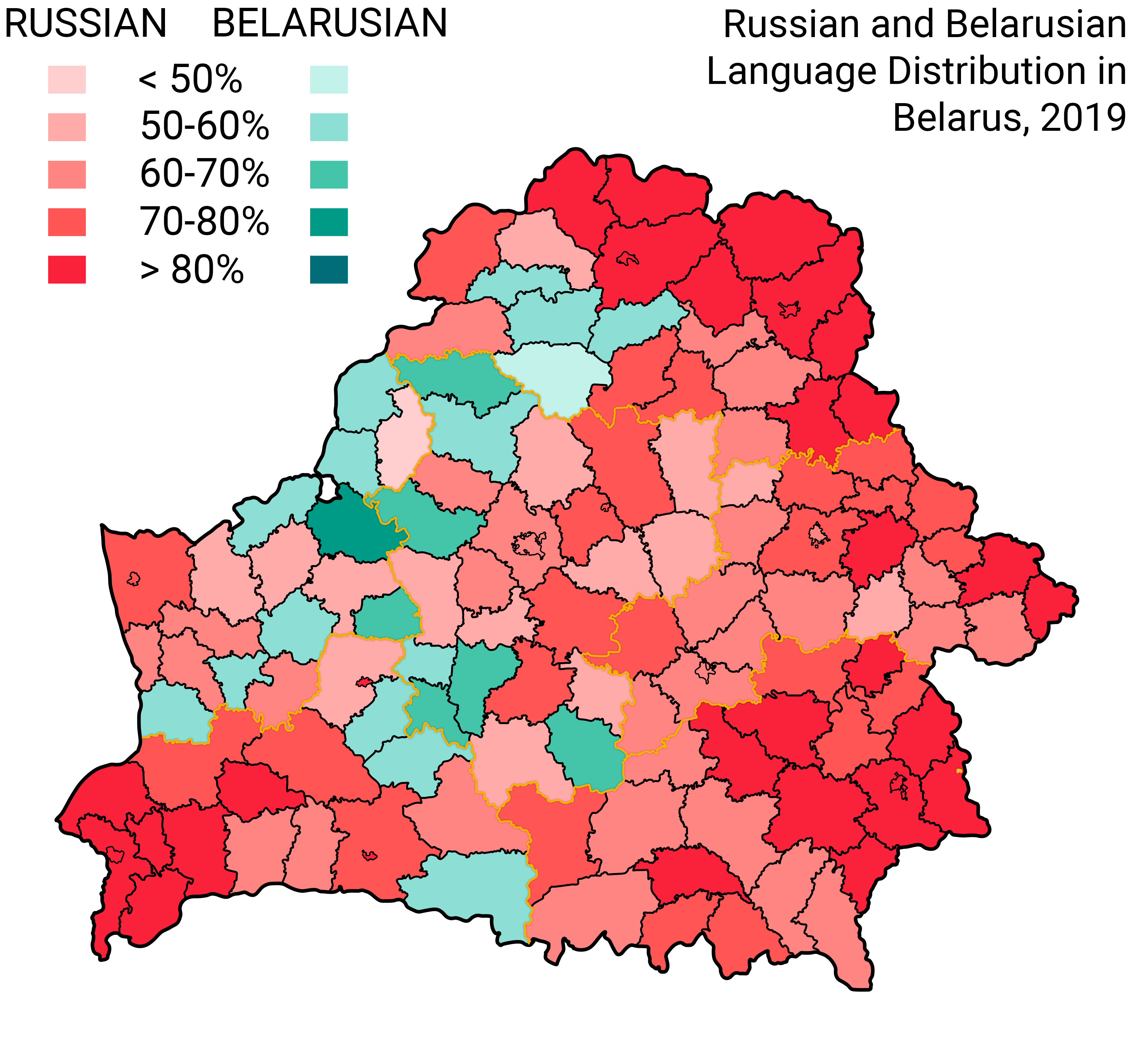
Языки общения в Беларуси по данным переписи 2019 года (преимущественно русскоязычные районы и горсоветы красным).

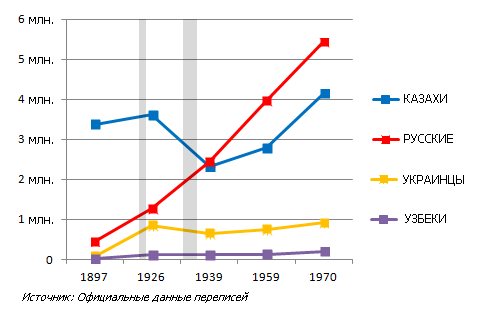
Национальный состав Казахстана в 1897—1970 гг. Наиболее крупные этносы

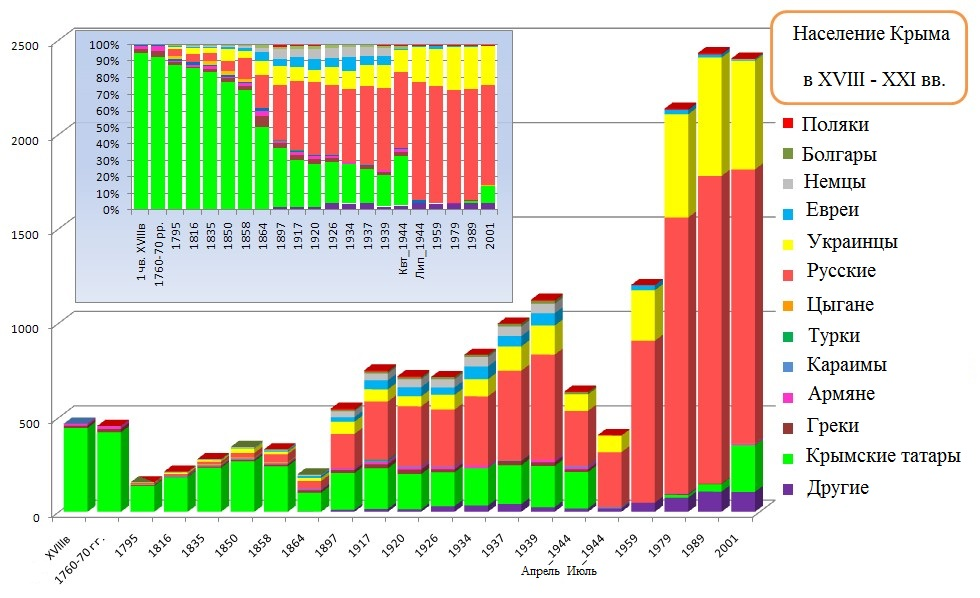
Изменение этнического состава населения Крыма

- Распространение русского языка в сфере администрации, делопроизводства и образования с одновременным запретом использования других языков, либо их перевод на русскую графику (к примеру, Валуевский циркуляр, Эмсский указ, запрет на литовскую латиницу, кириллизация) и прочими мерами, имевшими целью прекратить развитие и использование языков национальных меньшинств[5][6].
- Распространение русского православия[7]: крещение иноверцев, упразднение православных автокефалий[8], что организовывало жизнь по русскому календарю с соблюдением русских праздников и обычаев. Роль православия и православного быта в деле русификации подчёркивал Лев Тихомиров[9] Примеры: Полоцкий собор 1839 года — упразднение униатства в Российской империи, Львовский собор 1946 года — упразднение униатства на Западной Украине.
- Заселение (колонизация) национальных окраин русскими переселенцами, а также выселение (принудительное либо вынужденное) коренных народов. Например:

- русская колонизация Прикамья;
- колонизация Поволжья (Взятие Казани, Черемисские войны, Башкирские восстания);
- покорение Сибири, в частности Приамурья;
- покорение Средней Азии,
- покорение Кавказа (Кавказская война, Депортация черкесов, Мухаджирство на Северном Кавказе, Депортация чеченцев и ингушей и др.);
- русификация Прибалтики;
- покорение Крыма (Депортация крымских татар).

## Примеры русификации

### Русификация Беларуси
По данным Национального статистического комитета Республики Беларусь, в 2023/24 учебном году 91,42 % учащихся в дневных учреждениях общего среднего образования Беларуси школьников обучались в классах с преподаванием на русском языке.

### Русификация Казахстана
Проводимая руководством Советского Союза политика строить государство согласно провозглашённым правам, равенству и суверенности народов привела к кампании по коренизации в 20-е и 30-е годы XX века. Коренизация столкнулась с сильным сопротивлением. Руководители учреждений противились открытию курсов казахского языка для работников-европейцев, а подготовка казахских работников проводилась недостаточно хорошо.
В эти же годы были репрессированы казахские лингвисты-теоретики и методисты (А. Байтурсынов, К. Жубанов, Н. Турекулов, Т. Шонанов, Е. Омаров, Х. Досмухамедов, К. Кеменгеров), писатели и составители букварей и пособий по казахскому языку (С. Сейфуллин, Б. Майлин, М. Дулатов, М. Жумабаев, Ж. Аймаутов, Т. Жургенов). К 1937 году не осталось ни одного профессионального лингвиста, и казахское языкознание пришлось создавать заново. Политические репрессии сократили численность казахской интеллигенции, а новая двуязычная прослойка образованных казахов применяла родной язык только в быту. Всё это сделало русификацию следующего поколения этого слоя населения неизбежной.
Основная причина русификации в Казахской ССР связана с изменением национального состава, которая выразилась в резком снижении процента коренного населения, на которое повлияли следующие факторы:
- Убыль коренного населения в период голода в Казахстане в начале 30-х годов (более чем на 1 миллион человек);[12]
- Переселение раскулаченных крестьян из славянских республик в 20-е и 30-е годы (около 250 000 человек);[13]
- Прибытие переселенцев из других республик в ходе индустриализации Казахской ССР, начавшееся в 30-е годы;[14]
- Депортация народов в Казахскую ССР в период с 1937 по 1949 годы (около 1 миллиона человек);[15]
- Переселение граждан, попавших под сталинские репрессии, в Казахскую ССР в период с конца 20-х по начало 50-х годов (более 5 миллионов человек);
- Прибытие переселенцев из других республик в ходе освоения целины в Казахской ССР, начавшееся в 1954 году (640 000 человек прибыло только на первом этапе 1954-1956 годов).[16][17]

Русификация в Казахстане привела к массовому распространению казахско-русского двуязычия, но обратного русско-казахского двуязычия практически не было. «Престижный» русский язык в советское время стал гарантией социальной мобильности и профессиональной карьеры. В 1920—1930-е годы число владеющих русским языком среди казахов было незначительным. К 1970 году русским языком свободно владели 42 % казахов, в то время как у киргизов этот показатель равнялся 19 %, а у узбеков, таджиков и туркмен был ещё ниже — 15 %. К 1989 г. русским языком владели 63 % казахов (прирост 1 % в год). 30 % городских казахов не знали родного языка и говорили только по-русски.
В 1959 году казахи составляли около 30 % всего населения республики, к 1962 году удельный вес казахов упал до 28,9 % (славянские народы — 57 %). Именно в это время политика ассимиляции населения страны достигла своего пика. В результате переселения славянских народов (в основном это были русские) вплоть до 1996 года казахи были этническим меньшинством в республике (Казахская ССР была единственной союзной республикой СССР, титульная нация которой стала меньшинством), русский язык стал языком большинства населения, а владение им стало жестко обусловленной необходимостью. Западные авторы[кто?] называли переселение русских в национальные республики «колонизацией». Латвийский публицист Бруно Калныньш писал: «Задача этой колонизации — русификация, в результате которой коренное население превратится в национальное меньшинство».
Практически всё высшее образование Казахской ССР было русифицировано, это коснулось и значительной части начального и среднего образования. 13.03.1938 года вышло постановление «Об обязательном изучении русского языка в школах национальных республик и областей», а в 1979 году изучение русского языка стало обязательным и в дошкольных учреждениях. В 1955 году преподавание казахского языка в русскоязычных школах страны было отменено (Указ Совета Министров Казахской ССР от 4 июня 1955 года «Об освобождении от обязательного изучения казахского языка в русских школах»).
В 1957 году Совет Министров Казахской ССР принял постановление "Об обязательном изучении родного языка учащимися казахами, обучающимися в школах, где преподавание ведется на русском языке". Согласно Постановлению, казахский язык должен был изучаться в поклассных группах при наличии в каждом из классов не менее 10 учащихся, изучающих казахский язык (в тех случаях, когда в классе оказывалось менее 10 таких учащихся, нужно было создавать группы из учащихся 2 — 4 и отдельно 5 — 7 классов с количеством учащихся в каждой группе не менее 10 человек).

В целом упорядоченное преподавание казахского языка в школах велось, но имело скорее формальный подход:
Даже во времена СССР курс казахского языка был более упорядоченным, хотя его преподавание велось формально.

— 
В 1959—1960 годах в Казахской ССР насчитывалось 3 123 казахские школы со 192 274 учащимися, в то время как в 4 199 русских школах обучались 826 103 учащихся. Ещё 374 998 учеников учились 1 518 школах со смешанным языком обучения (количество узбекских, уйгурских и таджикских школ было незначительным). В 1958 году доля казахских детей, посещающих казахские школы составляла 75 %, но к 1991 году этот показатель снизился до 34,4 %. Значительная доля казахских школ находилась в сельской местности, а в городах обучения на казахском языке практически не было. Об этом свидетельствует тот факт, что до конца 1980-х годов в столице республики Алма-Ате была одна-единственная казахская школа № 12.
В период (1950—1970 годы) число казахских школ сократилось с 3 891 до 2 577, тогда как число русских школ увеличилось на 1,5 тыс. В 1989/90 учебном году 49 % общеобразовательных школ Министерства народного образования Казахстана, где училось 67 % учащихся, вели обучение на русском языке, а 32 % школ — на казахском языке.

### Русификация Украины

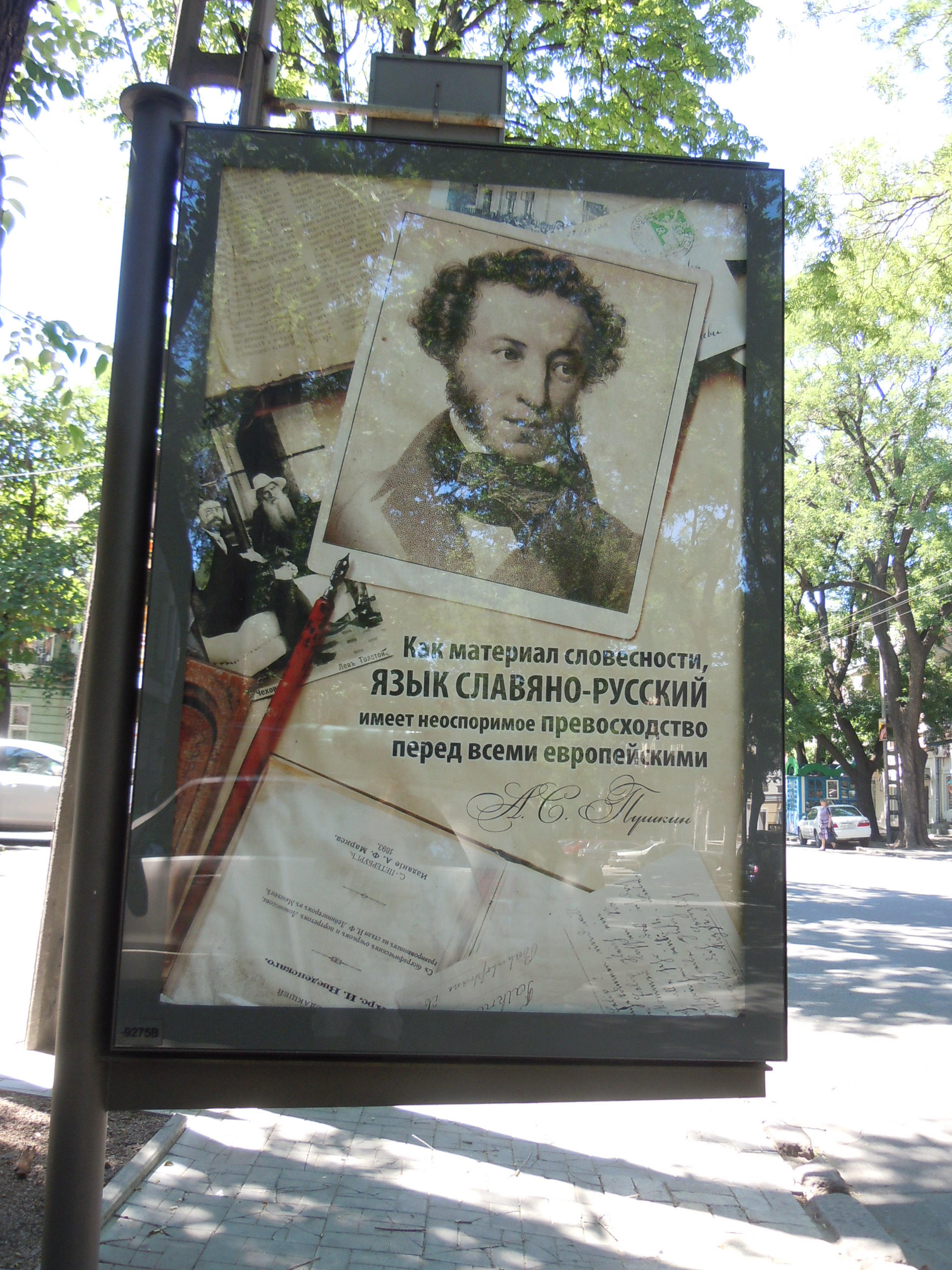
Шовинистический постер в Одессе, 2013 год

Украинский лингвист Григорий Пивторак указывает, что до правления Петра I все украинские города были украиноязычными, хотя в некоторых крупных городах в официальной речи использовался и польский язык, а со времен Петра I и Екатерины II Российская империя проводила систематическую и последовательную политику русификации украинских городов, направленную на уничтожение украинского языка и украинской государственности.
Как писал Иван Дзюба в работе «Интернационализм или русификация?», в 1950 году книги на украинском составляли 80 % тиража издательств УССР, в то время как в 1966 году — уже 63 % (тем не менее, в том же 1950 году 78 % тиража из всех издательств СССР составили книги на русском). Между 1951 и 1956 годами процент студентов, обучающихся только на русском языке, увеличился с 18 % до 31 %. За этот же период процент украинских учащихся в украиноязычных школах упал с 81 % до 65 %. В 1959 году только 23 % студентов в Киеве обучались на украинском языке, а 73 % — на русском. По мере ускорения русификации системы образования всё больше и больше учеников русскоязычных школ не изучало украинский язык даже как предмет.
| - Доля учащихся в школах с украинским языком обучения в 1991/92 учебном году. - Отношение доли учащихся в школах с украинским языком обучения в 1991/92 учебном году к доле населения, назвавшего родным украинский язык во время переписи 1989 года. |

Вследствие проводимой во времена СССР русификации Украины доля украиноязычных в населении значительно уменьшилась, а доля русскоязычных — возросла. Доля считающих украинский язык родным в населении между 1959 и 1989 гг. сократилась с 73,0 % до 64,7 %. Особенно заметным было сокращение доли считающих украинский язык родным в южных и восточных областях: в Луганской области — на 15,6 % (с 50,5 % до 34,9 %), в Донецкой области — на 13,8 % (с 44,4 % до 30,6 %), в Запорожской области — на 11,7 % (с 61,0 % до 49,3 %), в Харьковской области — на 10,7 % (с 61,2 % до 50,5 %), в Днепропетровской области — на 10,6 % (с 72,1 % до 61,5 %), в Николаевской области — на 9,2 % (с 73,4 % до 64,2 %), в Херсонской области — на 8,0 % (с 75,7 % до 67,7 %).
С 1991/92 учебного года, первого в независимой Украине, и до 1998/99 учебного года доля получавших общее среднее образование в школах и классах с украинским языком преподавания была ниже доли жителей, указавших украинский язык родным во время переписи 1989 года. В Запорожской, Луганской и Донецкой областях Украины такая диспропорция наблюдалась до первой половины 2000-х, а в Севастополе и Автономной Республике Крым существовала вплоть до их аннексии Россией.
В выпущенном в июне 2024 года докладе правозащитной организации Human Rights Watch «Образование под оккупацией» говорится, что находящиеся под российской оккупацией учебные заведения подвергаются насильственной русификации: российские власти принимали и продолжают принимать меры для искоренения украинского языка на оккупированных Россией территориях. Русификации также подвергаются депортированные в Россию украинские дети.

### Русификация Польши
Политика Российской империи в XIX — начале XX века в отношении царства Польского, направленная на ликвидацию его автономии, интеграцию польских территорий в состав Российской империи, распространение русского языка и культуры и вытеснение польского языка и польской национальной культуры, прежде всего, в административной и образовательной сферах. Наибольший размах политика русификации Польши приобрела после подавления Январского восстания 1863 г. и, особенно, в последние десятилетия XIX века.

### Русификация Финляндии
Политика Российской империи в отношении Великого княжества Финляндского в конце XIX — начале XX века, направленная на постепенную ликвидацию автономии Финляндии, её интеграцию в состав империи и введение на её территории законов империи.

## Русификация народов РСФСР
Секретарь Тюменского обкома ВКП (б) Чубаров в марте 1948 г. в докладной записке А. А. Жданову отмечал плачевное состояние с обучением детей ханты и манси: ежегодно происходит значительный отсев учащихся из начальной школы, а обучение в 5-7 классах продолжают единицы.
Минпрос РСФСР, отмечал Чубаров, «рассматривает народности Крайнего Севера нашей области как вполне сложившиеся национальности, имеющие единый литературный язык и свою письменную литературу».
На самом же деле, утверждал секретарь обкома, каждая из народностей имеет ряд языковых диалектов, а внутри этих диалектов имеются различные говоры или наречия, а часть граждан, считающих себя по национальности ханты или манси, «в действительности не владеют ни тем, ни другим языком, разговаривая только на русском».
Попытки создать «единый литературный хантыйский язык» в 1940 г. ни к чему не привели.
По своему словарному запасу эти языки, подчёркивал Чубаров, крайне бедны, собственной письменной литературы на этих языках нет, тем более что в национальных округах чрезвычайно мало школ с национально однородным составом учащихся, поэтому «невозможно вести обучение на каком-либо одном из северных языков».
В связи с этим Чубаров внёс предложение: во всех школах Ямало-Ненецкого и Ханты-Мансийского округов обучение вести на русском языке, исключив со второго года обучения родной язык как предмет.
В 7-летних и средних школах детям северных народностей предлагалось создать национальные по составу классы, в которых бы обучение велось на русском языке.
Достаточно красноречивым примером может служить обращение секретаря Марийского обкома ВКП (б) Ларионова к секретарю ЦК М. А. Суслову с предложением вести обучение детей мари русскому языку со второго полугодия первого года по 2 часа в неделю за счёт родного языка, а также увеличить количество часов на русский язык за счёт часов по иностранному языку.
В конце 1940-х гг. по заданию ЦК ВКП (б) была проведена проверка национальных школ автономных республик РСФСР. В результате было установлено, что «средняя школа с 1 по 10 класс включительно полностью работает на родном языке только в Татарской автономной республике», а отдельные предметы в небольшом числе школ преподаются в 8-10 классах на родном языке также в Чувашской и Башкирской АССР. Преподавание же русского языка в школах автономных республик было признано неудовлетворительным.
Поступившие в отдел пропаганды и агитации предложения сводились к признанию необходимости создания с 1949/50 уч. г. специальных отделений по подготовке преподавателей русского языка и литературы в национальных школах, решительному увеличению числа часов на изучение русского языка в национальных школах, перенесению начала изучения русского языка на более ранние сроки. Увеличение часов на обучение русскому языку планировалось осуществить за счёт сокращения количества часов по иностранному языку и родной литературе, поскольку «в большинстве республик литература возникла после Октябрьской революции, невелика по количеству произведений».
Постановление ЦК ВКП (б) «О мерах улучшения преподавания русского языка в школах автономных республик и областей РСФСР» предусматривало увеличение часов на изучение русского языка в национальных школах с 549 до 1590 часов (в 3 раза), создание во всех национальных педагогических и учительских институтах отделений для подготовки преподавателей русского языка в национальных школах, расширение изданий специальной детской литературы на русском языке для 1-4 и 5-7 классов национальных школ13.
Данные ЦСУ достаточно красноречиво свидетельствовали о сокращении удельного веса численности детей, обучающихся на своем родном языке, за счет увеличения удельного веса учащихся, обучающихся на русском языке (табл. 1).
Таблица 1
Количество учащихся, обучающихся на родном и русском языках по республикам СССР, %
| Республика/ Язык обучения                | 1950/51 учеб. год | 1953/54 учеб. год | 1958/59 учеб. год | 1959/60 учеб. год | 1959/60 учеб. год             |
| РСФСР Русский                            | 92 %              | 94 %              | 94 %              | 94 %              | рост 2 %                      |
| УССР Украинский Русский                  | 80 % 19 %         | 77 % 22 %         | 70 % 29 %         | 69 % 30 %         | сниж. 11 % рост 14 %          |
| БССР Белорусский Русский                 | 87 % 13 %         | 83 % 17 %         | 75 % 25 %         | 73 % 27 %         | сниж. 18 % рост 16 %          |
| УзССР Узбекский Русский                  | 70 % 19 %         | 70 % 19 %         | 67 % 23 %         | 66 % 24 %         | сниж. 7 % рост 8 %            |
| КазССР Казахский Русский                 | 32 % 65 %         | 34 % 63 %         | 26 % 72 %         | 25 % 73 %         | сниж. 9 % рост 10 %           |
| ГССР Грузинский Русский                  | 74 % 16 %         | 71 % 18 %         | 67 % 22 %         | 66 % 22 %         | сниж. 1 % рост 9 %            |
| АзССР Азербайджанский Русский            | 70 % 20 %         | 69 % 22 %         | 68 % 25 %         | 69 % 25 %         | рост 6 %                      |
| ЛитССР Литовский Русский                 | 85 % 12 %         | 83 % 10 %         | 84 % 11 %         | 84 % 11 %         | рост 3 % рост 9 %             |
| МССР Молдавский Русский                  | 69 % 28 %         | 67 % 31 %         | 64 % 34 %         | 65 % 33 %         | сниж. 2 % рост 6 %            |
| ЛатвССР Латышский Русский                | 71 % 29 %         | 69 % 31 %         | 63 % 37 %         | 61 % 39 %         | сниж. 16 % рост 19 %          |
| КиргССР Киргизский Узбекский Русский     | 43 % 8 % 49 %     | 41 % 10 % 49 %    | 39 % 10 % 50 %    | 38 % 10 % 51 %    | рост 1 % сниж. 20 % рост 13 % |
| ТаджССР Таджикский Узбекский Русский     | 60 % 22 % 16 %    | 60 % 23 % 16 %    | 57 % 23 % 18 %    | 56 % 23 % 19 %    | сниж. 7 % сниж. 3 % сниж. 9 % |
| АрмССР Армянский Азербайджанский Русский | 6 % 7 %           | 86 % 6 % 8 %      | 83 % 6 % 11 %     | 83 % 6 % 11 %     | сниж. 3 % сниж. 4 % рост 6 %  |
| ТССР Туркменский Узбекский Русский       | 73 % 5 % 20 %     | 74 % 5 % 19 %     | 70 % 5 % 23 %     | 71 % 5 % 22 %     | рост 3 % сниж. 4 % рост 3 %   |
| ЭССР Эстонский Русский                   | 83 % 17 %         | 80 % 20 %         | 75 % 25 %         | 76 % 26 %         | сниж. 15 % рост 16 %          |

Примечание. Сост. по: Российский государственный архив новейшей истории (далее — РГАНИ).
Ф. 5. Оп. 35. Д. 181. Л. 8, 9.
ЦСУ констатировало общую тенденцию национально-языкового развития в СССР — сокращение числа языков, на которых велось обучение в союзных республиках. Так, на Украине в 1940/41 уч. г. обучение велось на 11 языках, а в 1959/60 уч. г. — на 5; прекратилось обучение на армянском, узбекском, киргизском, татарском, туркменском, чешском языках. Не преподавали также и на еврейском языке, хотя в 1940/41 уч. г. на этом языке обучалось 44377 человек. В Беларуси и Литве в 1940/41 уч. г. обучение велось на 6 языках, а в 1959/60 уч. г. в Литве в качестве языков обучения осталось 3, в Беларуси — 2.
Число обучающихся на языке коренной национальности союзной республики в 1953—1960 гг. сократилось на Украине, в Беларуси, Казахстане и других республиках, кроме Литвы, Азербайджана (табл. 2).
Таблица 2
Число обучающихся на языке коренной национальности союзной республики
| Национальность | Численность населения в % к общей численности населения СССР на | Численность населения в % к общей численности населения союзных республик на | Из них считают родным языком язык своей национальности в % к общей численности населения союзной республики на | Численность учащихся, обучающихся на родном языке в % к общему числу учащихся СССР на начало учебного года | Численность учащихся, обучающихся на родном языке в % к общему числу учащихся СССР на начало учебного года | Численность учащихся, обучающихся на языке коренной нац. союзной респ. в % к общей численности учащихся республики на начало уч. г. | Численность учащихся, обучающихся на языке коренной нац. союзной респ. в % к общей численности учащихся республики на начало уч. г. |
| Национальность | 15. 01. 1959                                                    | 15. 01. 1959                                                                 | 15. 01. 1959                                                                                                   | 1953/54 | 1959/60 | 1953/54 | 1959/60 |
| Русские        | 54,65                                                           | 83                                                                           | 83 | 62,36 | 66,67 | 94 | 94 |
| Украинцы       | 17,84                                                           | 77                                                                           | 72 | 15,58 | 12,90 | 77 | 69 |
| Белорусы       | 3,79                                                            | 81                                                                           | 76 | 3,69 | 2,96 | 83 | 73 |
| Узбеки         | 2,88                                                            | 62                                                                           | 61 | 3,55 | 3,51 | 70 | 66 |
| Казахи         | 1,73                                                            | 30                                                                           | 30 | 1,61 | 1,40 | 34 | 25 |
| Грузины        | 1,29                                                            | 64                                                                           | 64 | 1,63 | 1,39 | 71 | 66 |
| Азербайд.      | 1,41                                                            | 67                                                                           | 66 | 1,54 | 1,58 | 69 | 69 |
| Литовцы        | 1,12                                                            | 79                                                                           | 79 | 1,20 | 1,14 | 83 | 84 |
| Молдаване      | 1,06                                                            | 65                                                                           | 64 | 0,97 | 1,09 | 67 | 65 |
| Латыши         | 0,67                                                            | 62                                                                           | 61 | 0,65 | 0,58 | 69 | 61 |
| Киргизы        | 0,46                                                            | 41                                                                           | 40 | 0,46 | 0,46 | 41 | 38 |
| Таджики        | 0,67                                                            | 53                                                                           | 53 | 0,86 | 0,84 | 60 | 56 |
| Армяне         | 1,34                                                            | 88                                                                           | 87 | 1,22 | 1,08 | 86 | 83 |
| Туркмены       | 0,48                                                            | 61                                                                           | 61 | 0,57 | 0,60 | 74 | 71 |
| Эстонцы        | 0,47                                                            | 75                                                                           | 74 | 0,40 | 0,40 | 80 | 74 |

Примечание. Сост. по: РГАНИ. Ф. 5. Оп. 35. Д. 181. Л. 12, 13.

### Русификация финно-угорских народов
Динамика ассимиляции води, финно-угорского народа, коренного населения северо-запада европейской части России:
Динамика ассимиляции ижорцев, финно-угорского народа, коренного населения северо-запада европейской части России:
Динамика ассимиляции тверских карелов, финно-угорского народа переселившегося в Тверскую губернию, на северо-западе европейской части России:
Динамика ассимиляции карелов, финно-угорского народа, коренного населения северо-запада европейской части России:
* на территории СССР

** на территории Тверской области